# قهرامانلو
قهرامانلو یک روستا در ایران است که در دهستان اجارود مرکزی واقع شده‌است. قهرامانلو ۱۹۱ نفر جمعیت دارد.